# Manufaktura

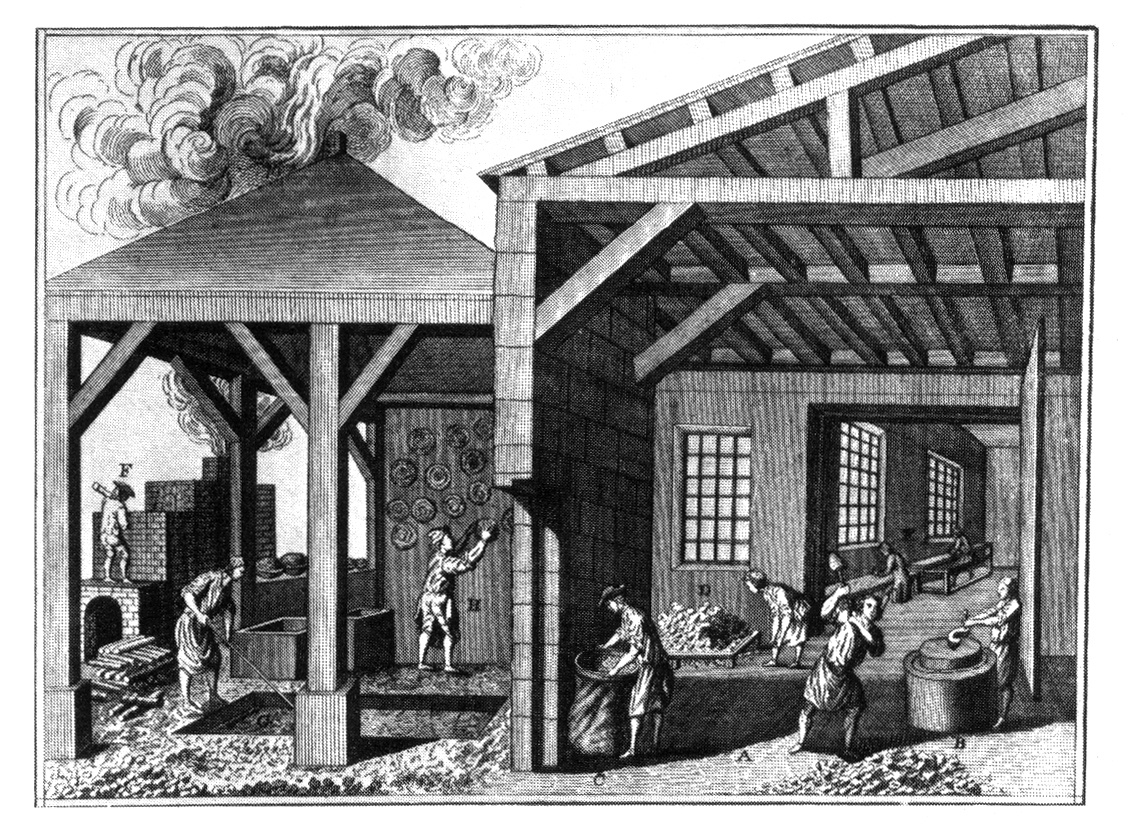
Manufaktura porcelany, XVIII w.

Manufaktura (łac. manus- „ręka”, manufactura „rękodzieło”) – zakład skupiający rzemieślników jednej lub więcej specjalności. Manufaktury umożliwiały podział pracy, doskonalenie narzędzi i specjalizację, przyczyniając się do zwiększenia wydajności pracy.
Manufaktury dzieli się na rozproszone – gdy produkcja odbywa się w małych warsztatach podporządkowanych wspólnemu kierownictwu i scentralizowane – gdy robotnicy zgromadzeni są w jednym miejscu. Ten pierwszy sposób organizacji produkcji zbliżony jest do systemu nakładczego.

## Historia
Pierwsze manufaktury w Europie powstały już w XIII w. we Flandrii i we Włoszech. Były to początkowo manufaktury włókiennicze, wyrosłe wokół miast będących ośrodkami wczesnego kapitalizmu – Brugii, Gandawy, Sieny, Florencji. Wraz z rozwojem gospodarczym kontynentu europejskiego zakres produkcji manufakturowej poszerzał się i objął metalurgię, przemysł zbrojeniowy, drukarski, przemysł drzewno-papierniczy, szklarski oraz artykuły codziennego użytku, w tym luksusowe, a manufaktury poprzez południowe Niemcy (XIV w.), Francję i Anglię, dotarły pod koniec XVI w. do Polski.
W II poł. XVIII w. szereg manufaktur w ekonomii grodzieńskiej założył Antoni Tyzenhauz, podskarbi króla Stanisława Augusta Poniatowskiego – były to zakłady tkackie, szklarskie i tekstylne. Była to próba ożywienia gospodarczego kraju, jednak zakłady te zajmowały się produkcją artykułów luksusowych i nie stały się zaczątkiem uprzemysłowienia regionu.
Polacy założyli także jedne z pierwszych manufaktur na kontynencie amerykańskim. Byli to polscy specjaliści od produkcji mydła, potażu oraz szkła sprowadzeni w 1608 roku do osady kolonistów angielskich w Jamestown z inicjatywy kapitana Johna Smitha. W 1619 r. polscy rzemieślnicy zorganizowali pierwszy w historii Ameryki Północnej strajk robotniczy i polityczny w proteście przeciw odmówieniu im praw wyborczych.
Wraz z końcem I Rzeczypospolitej większość manufaktur upadła, natomiast te, które zaczęto zakładać w I poł. XIX w. szybko przekształcały się w fabryki.
Nazwa manufaktura obejmuje również sam proces produkcji opisany powyżej.

## Współczesność
Manufaktury nie przeszły jednak całkowicie do historii. W wielu krajach rozwijających się istnieją całe branże przemysłu nadal oparte na różnych wersjach systemu nakładczego. Np. olbrzymia większość produkcji przemysłu odzieżowego w Indiach odbywa się w niewielkich manufakturach.
Manufaktury istnieją też w krajach wysoko uprzemysłowionych. Ten system produkcji utrzymuje się zwłaszcza w sektorze dóbr luksusowych (np. produkcja unikatowych serii samochodów, krawiectwo domów mody, jubilerstwo itp.). W manufakturach odbywa się też pewna część produkcji przemysłu „hi-tech”, m.in. znaczna część produkcji przemysłu kosmicznego odbywa się metodą ręcznego wytwarzania niewielkich serii unikatowych urządzeń. Podobny charakter ma też produkcja części sprzętu laboratoryjnego i syntezy unikatowych związków chemicznych, które potrzebne są w niewielkich ilościach (np. leki recepturowe).